# Běh na 1500 metrů
Běh na 1500 metrů je běh na střední trať. Velmi v něm záleží nejen na fyzické kondici, ale také na taktice. Mnohokrát se stalo, že se o vítězi závodu na tuto trať rozhodlo až v posledních metrech před cílem.
Závod v běhu na 1500 metrů se běhá na tři a tři čtvrtě čtyřsetmetrového oválu. V osmdesátých letech 20. století dominovali na této trati britští běžci, od devadesátých let jsou jasnými favority běžci z Keni, Maroka a Alžírska.
Běh na 1500 metrů je také poslední disciplínou atletického desetiboje. Nejlepší vícebojaři obvykle běhají časy kolem 4:30 minut, vícebojařský světový rekord má hodnotu 3:58,7 minuty (Robert Baker, Austin 1980).
Evropským rekordmanem je od roku 2023 Nor Jakob Ingebrigtsen. Dalšími známými běžci z této trati jsou světový rekordman Hišám Al- Karúdž, Bernard Lagat, Noureddine Morceli a Noah Ngeny. Z českých běžců se v minulosti dokázal prosadit Josef Odložil a Stanislav Jungwirth. Na začátku 21. století je největším českým talentem Michal Šneberger.

## Současní světoví rekordmani

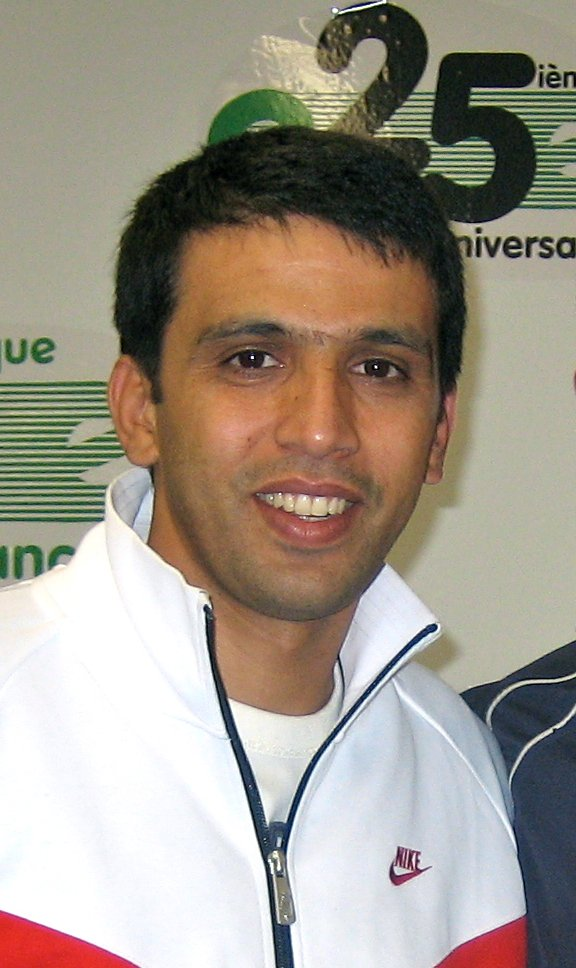
Muži - Hišám Al-Karúdž 3:26,00min
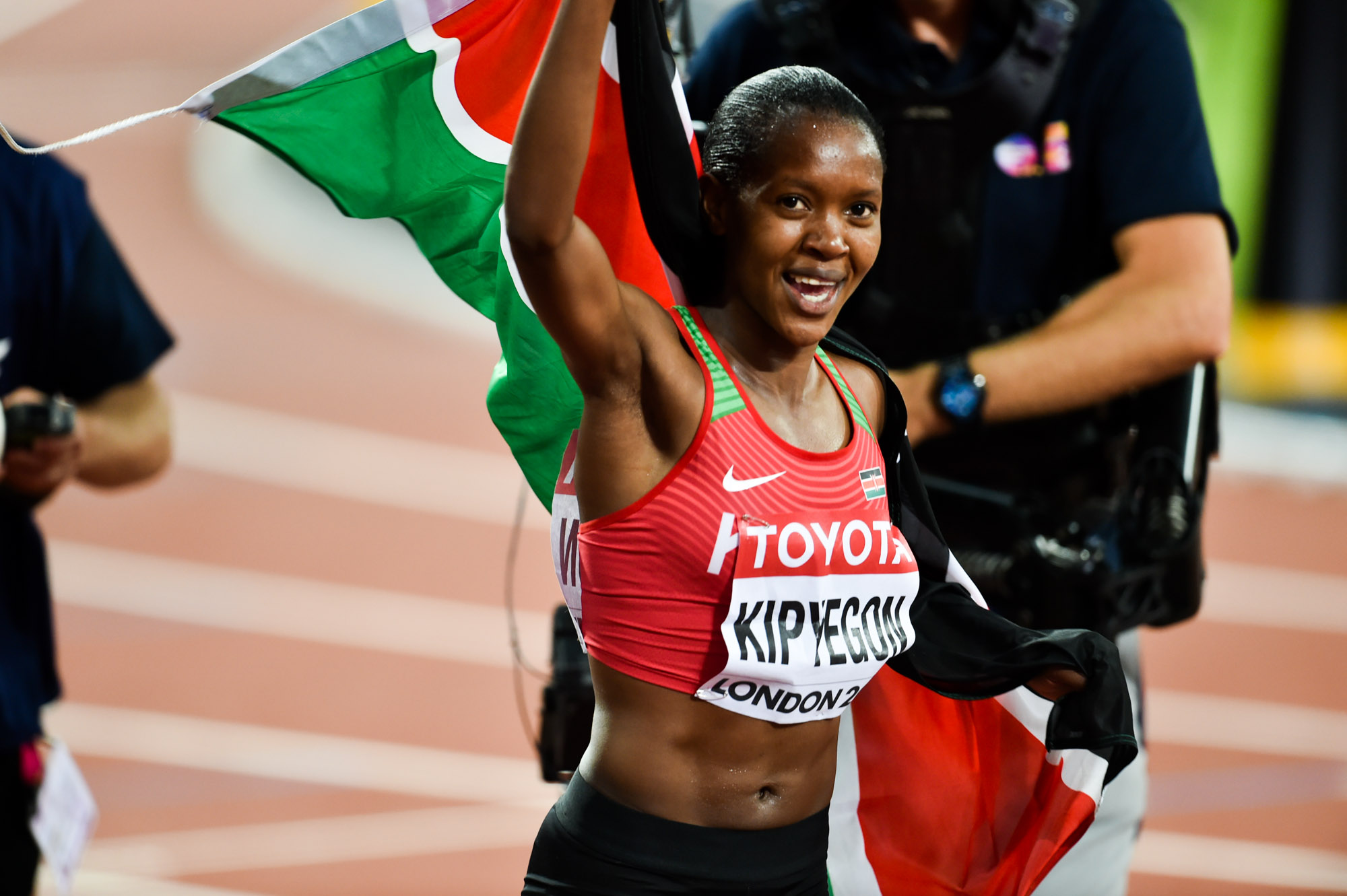
Ženy - Faith Kipyegonová 3:48,68 min

## Současné rekordy – dráha
| Muži              |           |                    |        |         |               |
| Rekord            | Čas (min) | Atlet              | Stát   | Město   | Datum rekordu |
| Světový rekord    | 3:26,00   | Hišám Al-Karúdž    | Maroko | Řím     | 14. 7. 1998   |
| Olympijský rekord | 3:28,32   | Jakob Ingebrigtsen | Norsko | Tokio   | 7. 8. 2021    |
| Rekord MS         | 3:27,65   | Hišám Al-Karúdž    | Maroko | Sevilla | 24. 8. 1999   |
| Český rekord      | 3:32,49   | Jakub Holuša       | Česko  | Monako  | 20. 7. 2018   |

| Ženy              |           |                        |            |        |               |
| Rekord            | Čas (min) | Atletka                | Stát       | Město  | Datum rekordu |
| Světový rekord    | 3:48,68   | Faith Kipyegonová      | Keňa       | Eugene | 5. 7. 2025    |
| Olympijský rekord | 3:53,11   | Faith Kipyegonová      | Keňa       | Tokio  | 6. 8. 2021    |
| Rekord MS         | 3:51,95   | Sifan Hassanová        | Nizozemsko | Dauhá  | 5. 10. 2019   |
| Český rekord      | 4:01,23   | Kristiina Sasínek Mäki | Česko      | Tokio  | 4. 8. 2021    |

## Současné rekordy podle kontinentů
| Rekord                            | Kategorie | Výkon (min.) | Atlet              | Stát       | Město     | Datum       |
| --------------------------------- | --------- | ------------ | ------------------ | ---------- | --------- | ----------- |
| Afrika                            | Muži      | 3:26,00      | Hišám Al-Karúdž    | Maroko     | Řím       | 14. 7. 1998 |
| Afrika                            | Ženy      | 3:48,68      | Faith Kipyegonová  | Keňa       | Eugene    | 5. 7. 2025  |
| Asie                              | Muži      | 3:29,14      | Rašíd Ramzí        | Bahrajn    | Řím       | 14. 7. 2006 |
| Asie                              | Ženy      | 3:50,46      | Čchü Jün-sia       | Čína       | Peking    | 11. 9. 1993 |
| Evropa                            | Muži      | 3:26,73      | Jakob Ingebrigtsen | Norsko     | Chořov    | 16. 7. 2023 |
| Evropa                            | Ženy      | 3:51,95      | Sifan Hassanová    | Nizozemsko | Dauhá     | 5. 10. 2019 |
| Severní a střední Amerika         | Muži      | 3:29,02      | Yared Nuguse       | USA        | Oslo      | 15. 6. 2023 |
| Severní a střední Amerika         | Ženy      | 3:54,99      | Shelby Houlihanová | USA        | Dauhá     | 5. 10. 2019 |
| Oceánie                           | Muži      | 3:29,41      | Ollie Hoare        | Austrálie  | Oslo      | 15. 6. 2023 |
| Oceánie                           | Ženy      | 3:57,29      | Jessica Hullová    | Austrálie  | Florencie | 2. 7. 2023  |
| Jižní Amerika                     | Muži      | 3:33,25      | Hudson de Souza    | Brazílie   | Rieti     | 28. 8. 2005 |
| Jižní Amerika                     | Ženy      | 4:05,67      | Letitia Vriesdeová | Surinam    | Tokio     | 31. 8. 1991 |
| Muži na iaaf.org Ženy na iaaf.org |           |              |                    |            |           |             |

## Nejlepších 10 atletů

### Ženy - dráha
| Pořadí           | Výkon (min.) | Atletka             | Místo       | Datum        |
| ---------------- | ------------ | ------------------- | ----------- | ------------ |
| 1.               | 3:48,68      | Faith Kipyegonová   | Eugene      | 5. 7. 2025   |
| 2.               | 3:50,07      | Genzebe Dibabaová   | Fontvieille | 17. 7. 2015  |
| 3.               | 3:50,30      | Gudaf Tsegayová     | Sia-men     | 20. 4. 2024  |
| 4.               | 3:50,46      | Čchü Jün-sia        | Peking      | 11. 9. 1993  |
| 5.               | 3:50,83      | Jessica Hullová     | Paříž       | 7. 7. 2024   |
| 6.               | 3:50.,98     | Bo Jiang            | Šanghaj     | 18. 10. 1997 |
| 7.               | 3:51,34      | Yinglai Lang        | Šanghaj     | 18. 10. 1997 |
| 8.               | 3:51,92      | Wang Ťün-sia        | Peking      | 11. 9. 1993  |
| 9.               | 3:51,95      | Sifan Hassanová     | Dauhá       | 5. 10. 2019  |
| 10.              | 3:52,47      | Taťjana Kazankinová | Curych      | 13. 8. 1980  |
| Ženy na iaaf.org |              |                     |             |              |

### Muži - dráha
| Pořadí           | Výkon (min.) | Atlet                | Místo       | Datum       |
| ---------------- | ------------ | -------------------- | ----------- | ----------- |
| 1.               | 3:26,00      | Hišám Al-Karúdž      | Řím         | 14. 7. 1998 |
| 2.               | 3:26,34      | Bernard Lagat        | Brusel      | 24. 8. 2001 |
| 3.               | 3:26,69      | Asbel Kipruto Kiprop | Fontvieille | 17. 7. 2015 |
| 4.               | 3:26,73      | Jakob Ingebrigtsen   | Monaco      | 12. 7. 2024 |
| 5.               | 3:27,37      | Noureddine Morceli   | Nice        | 12. 7. 1995 |
| 6.               | 3:27,49      | Azeddine Habz        | Paříž       | 20. 6. 2025 |
| 7.               | 3:27,64      | Silas Kiplagat       | Fontvieille | 18. 7. 2014 |
| 8.               | 3:27,65      | Cole Hocker          | Saint-Denis | 6. 8. 2024  |
| 9.               | 3:27,72      | Phanuel Koech        | Paříž       | 20. 6. 2025 |
| 10.              | 3:27,79      | Josh Kerr            | Saint-Denis | 6. 8. 2024  |
| Muži na iaaf.org |              |                      |             |             |

### Současní světoví rekordmani v hale

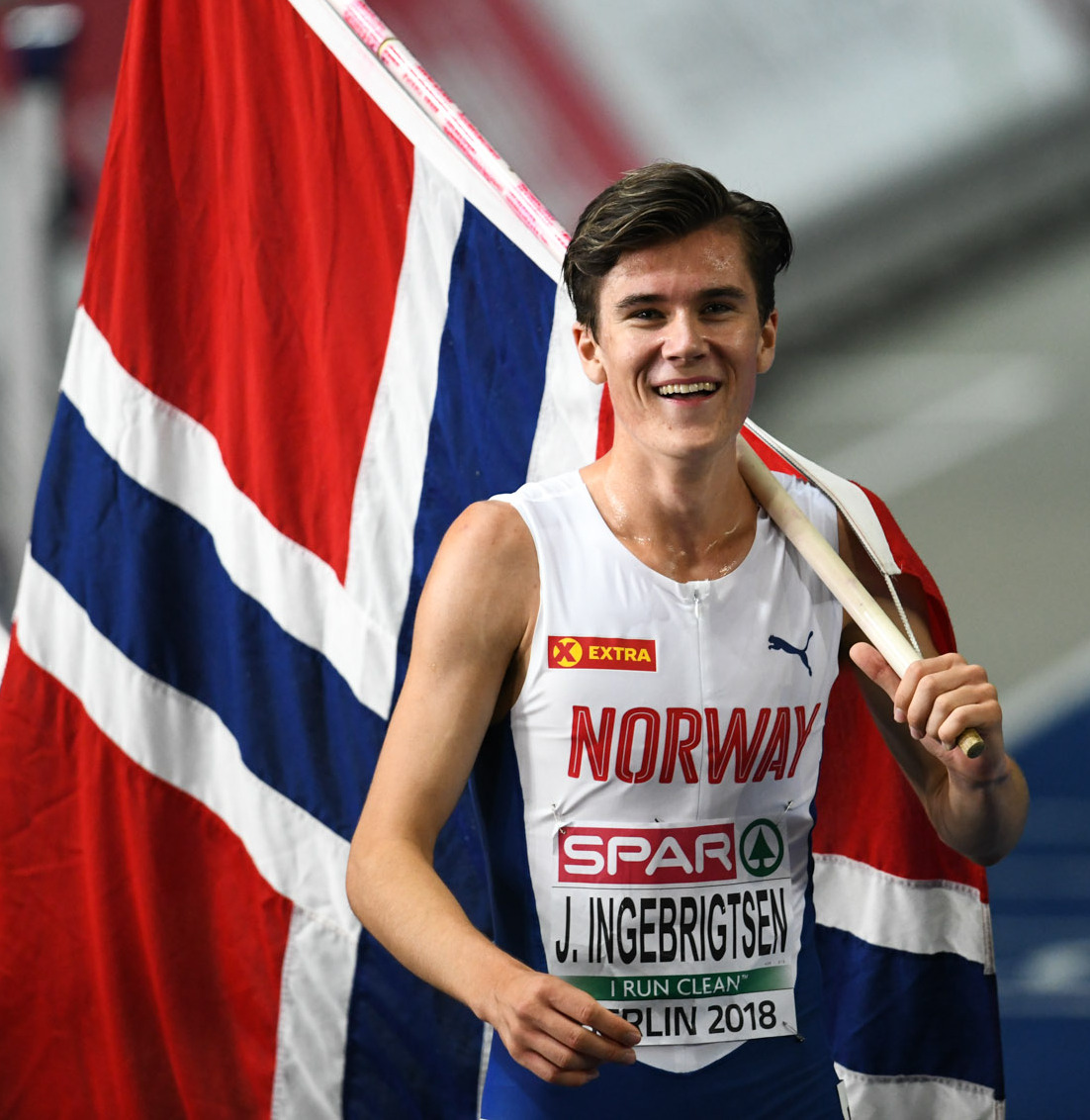
Muži - Jakob Ingebrigtsen 3:29,63 min
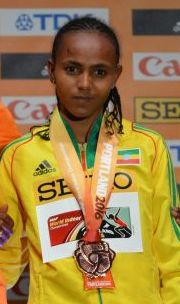
Ženy - Gudaf Tsegayová 3:53,09 min

## Současné rekordy – hala
| Muži             |              |                    |         |          |               |
| Rekord           | Výkon (min.) | Atlet              | Stát    | Město    | Datum rekordu |
| Světový rekord   | 3:29,63      | Jakob Ingebrigtsen | Norsko  | Liévin   | 13. 2. 2025   |
| Evropský rekord  | 3:29,63      | Jakob Ingebrigtsen | Norsko  | Liévin   | 13. 2. 2025   |
| Rekord MS        | 3:32,77      | Samuel Tefera      | Etiopie | Bělehrad | 20. 3. 2022   |
| Český rekord     | 3:37,68      | Jakub Holuša       | Česko   | Praha    | 8. 3. 2015    |
| Muži na iaaf.org |              |                    |         |          |               |

| Ženy             |              |                  |         |           |               |
| Rekord           | Výkon (min.) | Atletka          | Stát    | Město     | Datum rekordu |
| Světový rekord   | 3:53,09      | Gudaf Tsegayová  | Etiopie | Liévin    | 9. 2. 2021    |
| Evropský rekord  | 3:57,91      | Abeba Aregawiová | Švédsko | Stockholm | 6. 2. 2014    |
| Rekord MS        | 3:57,19      | Gudaf Tsegayová  | Etiopie | Bělehrad  | 19. 3. 2022   |
| Český rekord     | 4:05,73      | Simona Vrzalová  | Česko   | Ostrava   | 12. 2. 2019   |
| Ženy na iaaf.org |              |                  |         |           |               |

## Zajímavost
Průměrná rychlost při mužském světovém rekordu 3:26,00 min. činí 7,28 m/s (26,21 km/h) a každých 400 metrů tak rekordman El Gouerrouj urazil průměrně za 54,93 s. Ženský světový rekord 3:50,07 min. znamená průměrnou rychlost 6,52 m/s (23,47 km/h) a průměrně každých 400 metrů v čase 61,35 s.